# Kanton Mandelieu-Cannes-Ouest
Der Kanton Mandelieu-Cannes-Ouest war von 1973 bis 2015 ein französischer Wahlkreis im Arrondissement Grasse, im Département Alpes-Maritimes und in der Region Provence-Alpes-Côte d’Azur. Hauptort (frz.: chef-lieu) war Mandelieu-la-Napoule.

## Gemeinden
| Gemeinde             | Einwohner (Stand: 2022) | Code postal | Code Insee |
| -------------------- | ----------------------- | ----------- | ---------- |
| Cannes *             | 18.454                  | 06400       | 06029      |
| Mandelieu-la-Napoule | 21.201                  | 06210       | 06079      |
| Théoule-sur-Mer      | 1418                    | 06590       | 06138      |

* Teilbereich. Die angegebene Einwohnerzahl betrifft den zum Kanton gehörenden Teil der Stadt.